# Premiere Austria
Premiere Austria  was een Oostenrijkse televisiezender die tussen 2002 tussen 2009 uitzond. De zender was een betaalkanaal dat zowel via de kabeltelevisie als de satelliet uitzond.
De zender werd op 26 oktober 2002 gelanceerd als de Oostenrijkse variant op het Duitse televisiestation Premiere. Net als die zender bestond het grootste deel van de programmering bestaat uit films en voetbal, maar kende ook bij de lancering ook kinderprogrammering, series en praatprogramma's. Premiere Austria zond in tegenstelling tot Duitse Premiere zelf ook Oostenrijks voetbal uit. In 2009 werd bekend dat de zender omgevormd zou worden tot een hernieuwd sportkanaal na de aankoop van Premiere door Rupert Murdoch. Premiere Austria werd per 4 juli 2009 Sky Sport Austria.